# Alfa Romeo Arese
Alfa Romeo Arese, conocida popularmente como Alfa Nord (Alfa Norte en italiano), fue la mayor fábrica de automóviles de Alfa Romeo. Se encontraba situada en Arese, cerca de la ciudad de Milán, en Lombardia, Italia. Fue inaugurada en 1963, en un importante nudo de comunicaciones, para ampliar la capacidad productiva de la fábrica de Alfa Romeo Portello situada dentro del núcleo urbano de la ciudad de Milán. La planta de Arese abarcaba un vasto territorio de más de 2.000.000 de metros cuadrados desde la ciudad de Lainate a la de Garbagnate Milanese. En 2005 cesó su producción fabril. Ha sido vendida en parte, se encuentra abandonada y grandes zonas de la misma han sido demolidas. El Centro Stile Alfa Romeo fue trasladado en 2009 a la planta de Fiat Mirafiori, por lo que actualmente solo el antiguo edifício del centro técnico y el complejo destinado anteriormente a la dirección de la fábrica mantienen actividad empresarial relacionada con la marca, ahora ya no industrial si no terciaria y museística.

## Historia

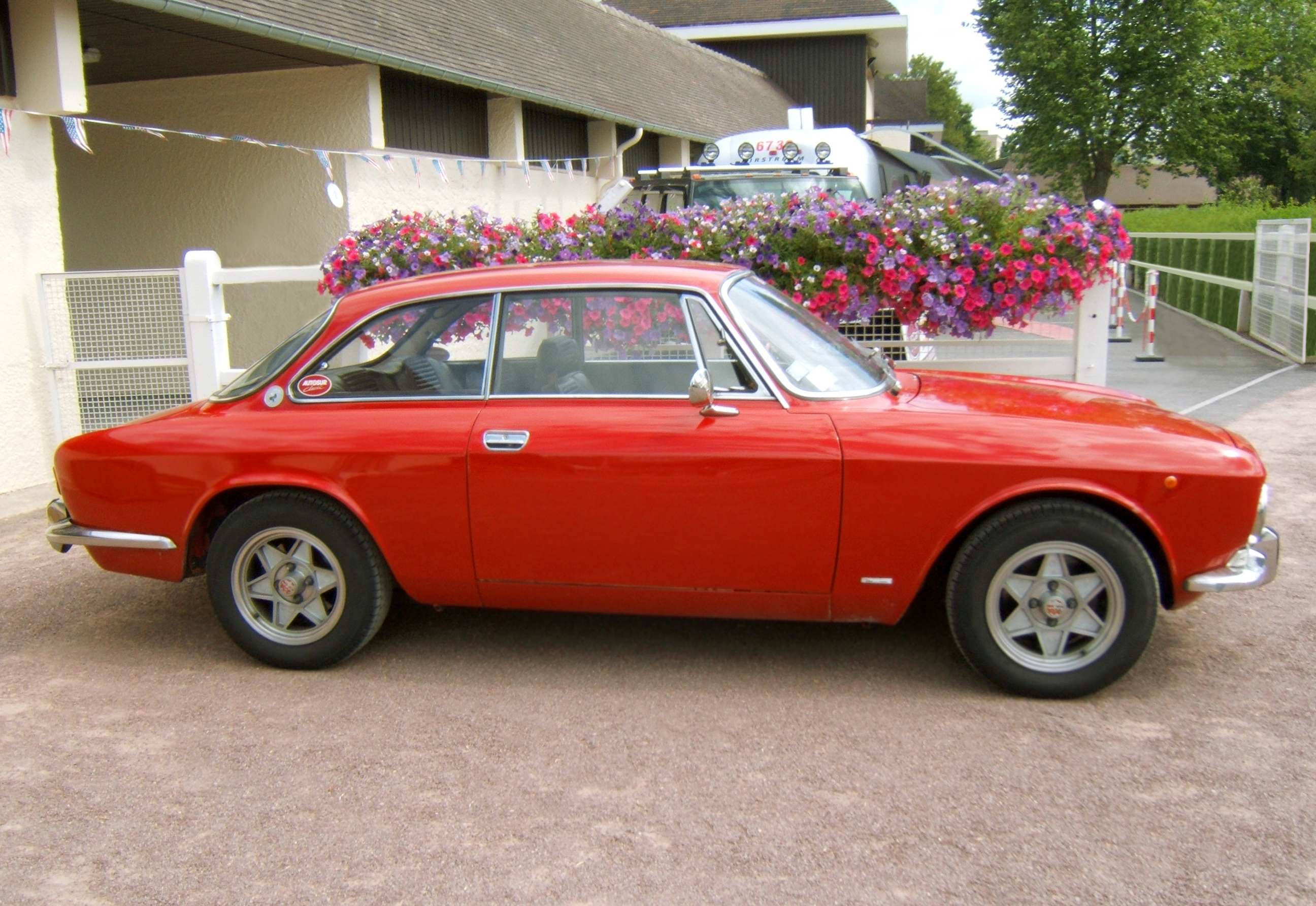
Alfa Romeo Giulia GT.

### Los años sesenta
La planta, fue construida en los años sesenta para que sustituyera a la de Alfa Romeo Portello en el centro urbano de la ciudad de Milán. Inició la producción en 1963 con el Alfa Romeo Giulia GT, y al año siguiente con el Alfa Romeo Giulia.
Los planes originales eran iniciar la producción en 1962, fecha de presentación y comercialización prevista del nuevo Alfa Romeo Giulia. Pero esto no fue posible debido a los continuos retrasos de los trabajos de construcción de la fábrica, que habían sido contratados a muchas compañías diferentes. Esto generó un problema ya que o se retrasaba el comienzo de la producción del Alfa Romeo Giulia o se comenzada a fabricar en Portello y posteriormente, una vez que la primera fase de Arese se hubiese completado, se transfería gradualmente la producción a la nueva fábrica.

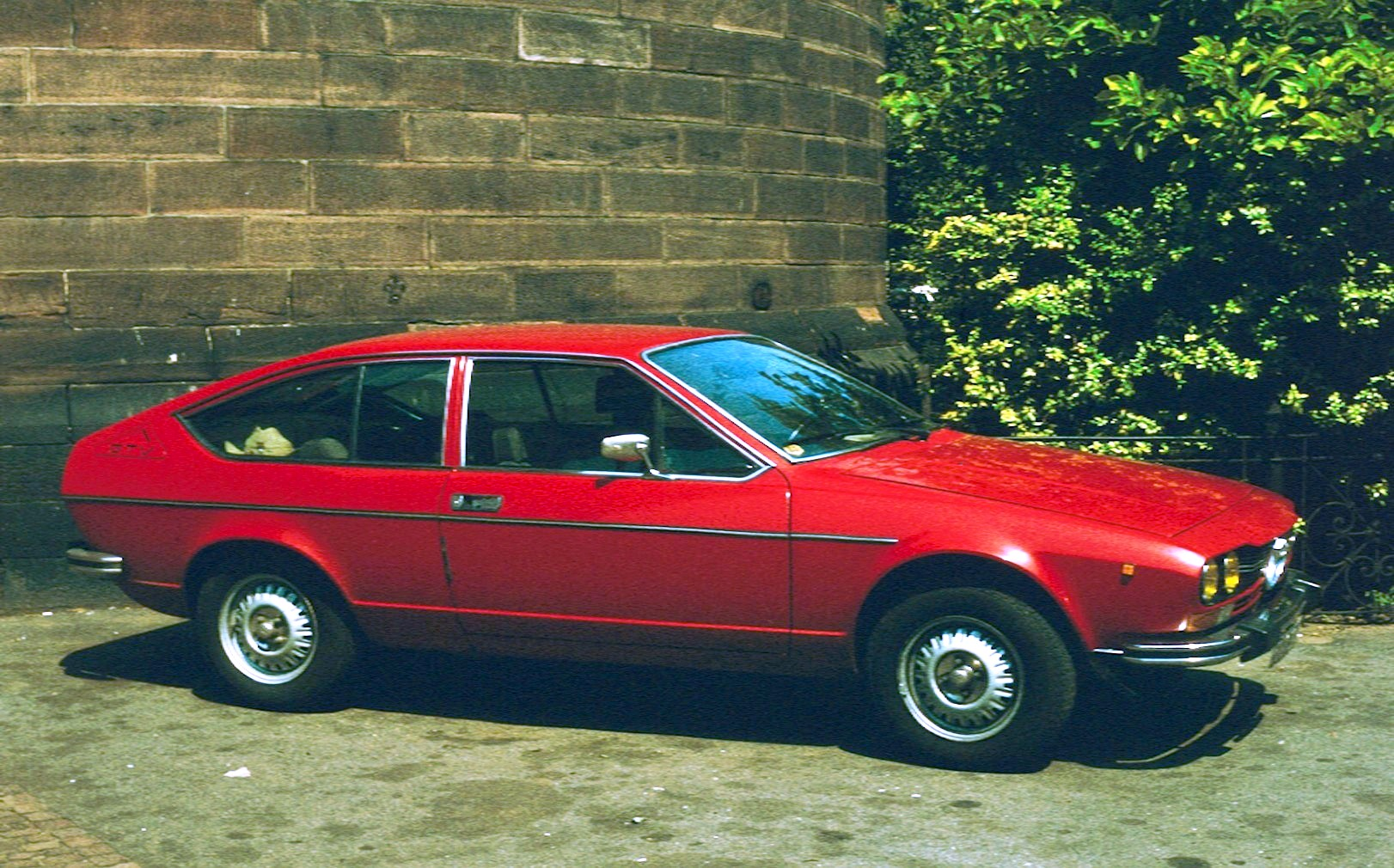
Alfetta GT.

Prevaleció la segunda opción y el Giulia se comenzó a fabricar en Portello, donde una vez transferida la producción del Giulia a Arese solo quedó la producción del Giulietta.

### Los años setenta y ochenta

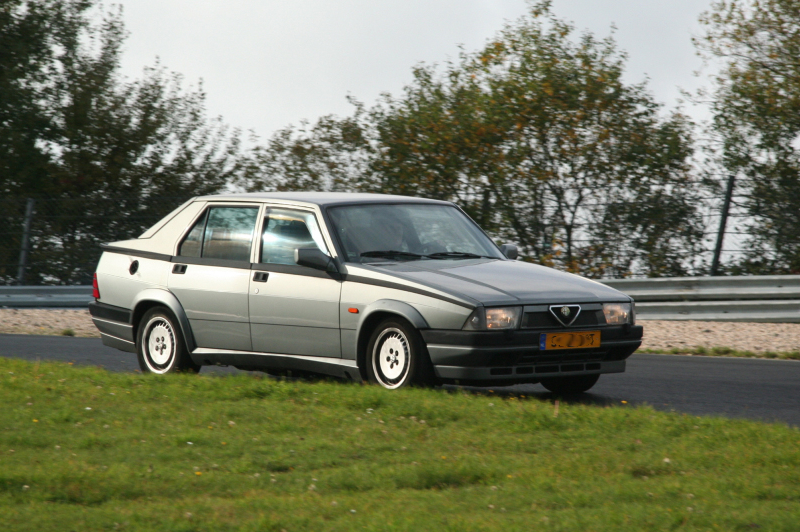
Alfa Romeo 75.

A finales de los años sesenta se inicia en Arese un período de fuertes protestas con huelgas y manifestaciones organizados por los sindicatos. Los trabajadores consiguieron muchas mejoras, lo que llevó a denominar la planta como la "catedral de los trabajadores metalúrgicos".
La demanda aumenta y para cubrir esa demanda en 1972 se inaugura en la región de Campania la primera fábrica de Alfa Romeo en el sur de Italia, por lo que se la denomina como "AlfaSud". Este hecho hace que popularmente a la de Arese se la comience a conocer como "Alfanord".
Hasta mediados de los años setenta en Arese se vivió un período de desarrollo continuo hasta las crisis del petróleo, que en Alfa Romeo, como sucedería en otras marcas de automóviles deportivos, conllevaron una gran caída en las ventas y como consecuencia un gran impacto en los resultados económicos del fabricante.
En 1982 en Arese había aproximadamente 19.000 empleados y se producían cuatro modelos Alfa Romeo Alfetta, Alfa Romeo Giulietta (1977), Alfa Romeo Alfa 6 y Alfa Romeo Alfetta GT y GTV.
En 1986 y en un período de importantes problemas económicos se cierra la planta de Alfa Romeo Portello y Alfa Romeo es comprado por el Grupo Fiat al italiano Instituto para la Reconstrucción Industrial -organismo estatal que se había hecho cargo anteriormente de Alfa Romeo-. En el momento de la compra hay 6.000 empleados pero, debido a los problemas económicos, se pone en marcha una brusca reorganización empresarial que lleva ese número un año después a apenas 10.000 trabajadores.

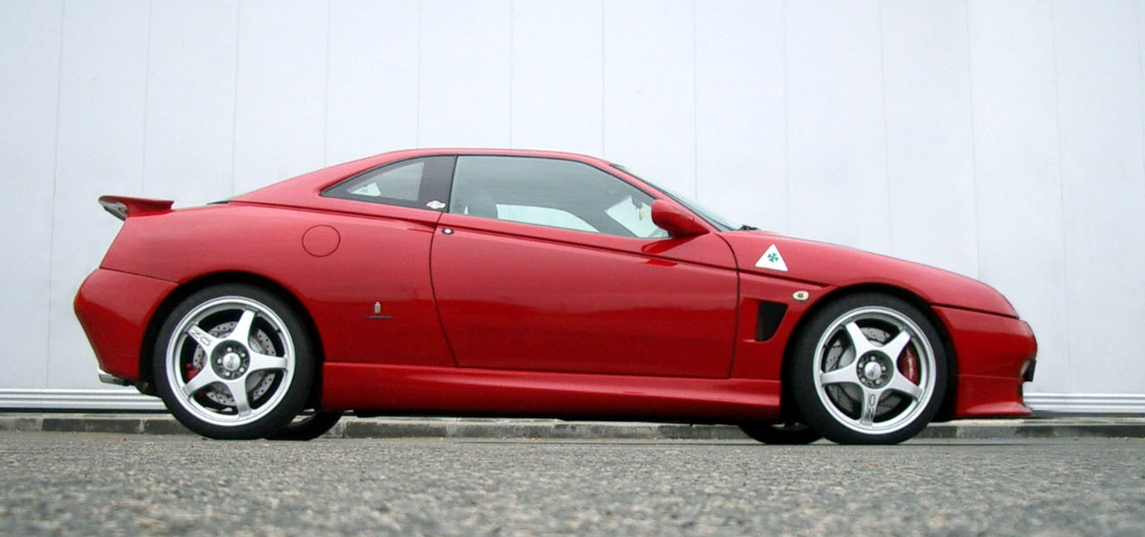
Alfa Romeo GTV.

### Los años noventa
En 1989 la región de Lombardía y los tribunales aceptan la apelación presentada por un grupo de ciudadanos de Arese, que exígen la reducción de la producción del taller de pintura de 800 a 400 vehículos diarios, lo que provoca una importante amenaza para el futuro de la planta.
En 1991, con el Alfa Romeo Proteo, inicia su andadura en Centro Stile Alfa Romeo de Arese.
En 1992 se pone fin a la producción del Alfa Romeo 75, pero con el cierre también en 1992 de la planta de Autobianchi Desio, se decidió trasladar la producción del Autobianchi Y10 a la planta de Alfa Romeo Arese. Allí se fabricará durante tres años hasta 1995, cuando comenzará la producción del nuevo Alfa Romeo GTV.
En 1997 después de 10 años y 270.000 unidades fabricadas se pone fin a la producción de Alfa Romeo 164. Durante este período, una proporción considerable de los trabajadores es despedida y el número de empleados cae por debajo de 4.000. Comienza simultáneamente un proyecto denominado VAMIA para llevar a Arese la producción de vehículos adaptados con motores ecológicos y con un mínimo impacto ambiental. Este proyecto se concretará en 1998 con la instalación de motores eléctricos y baterías en algunos ejemplares del Fiat Seicento que es producido en la fábrica de Fiat Tychy en Polonia y posteriormente adaptado en Arese.

### Decadencia
Los Alfa Romeo GTV y Alfa Romeo GTV Spider son desde 1995 los últimos automóviles que se producirán en Arese bajo la marca Alfa Romeo. En 2000 su producción es trasladada a las instalaciones de Pininfarina hasta el final de su vida comercial. En Arese comienza en ese momento también como parte del programa VAMIA, la producción del Fiat Multipla en sus versiones ecológicas. A diferencia del Fiat Seicento, el Fiat Multipla es adaptado para su uso con metano. Debido al escaso éxito de ambos vehículos ecológicos, la producción del Fiat 600 eléctrico terminará en 2001 y la del Fiat Multipla en 2002, solo dos años después de haber comenzado.
En 2002, en el transcurso de una grave crisis económica del Grupo Fiat, una parte importante de la fábrica es vendida al grupo AIG. La produccíón de vehículos finaliza definitivamente y únicamente se producirán motores Alfa Romeo V6 de la familia Busso hasta 2005. En ese momento toda actividad industrial queda restringida, permaneciendo únicamente actividad terciaria (Contact Centre Arese y al Centro Stile Alfa Romeo) y museística (Museo Storico Alfa Romeo y Archivio Storico Alfa Romeo). El Centro Stile, inaugurado en 1957, sería trasladado definitivamente en 2009 a la planta del grupo de Fiat Mirafiori. Sus últimas creaciones en Arese fueron el Alfa Romeo MiTo y el Alfa Romeo Giulietta.
- Véase también: Centro Stile Alfa Romeo

## Usos actuales
Actualmente la actividad de la marca queda restringida al antiguo edificio del centro técnico donde se desarrollan las actividades empresariales del Contact Centre Arese y al complejo anteriormente destinado a la dirección de la planta donde permanecen dos centros fundamentales para la conservación del legado de la marca como son el Museo Storico Alfa Romeo y el Archivio Storico Alfa Romeo.

### Museo Histórico Alfa Romeo
En 1976 se inaugura el Museo Storico Alfa Romeo. Con más de 4000 metros cuadrados de exposición repartidos en seis plantas de uno de los edificio del antiguo complejo, cuenta con una amplia cantitdad de vehículos históricos de la marca.
- Véase también: Museo Storico Alfa Romeo

### Archivio Storico Alfa Romeo
Situado anexo al museo se encuentra el archivo que conserva el legado histórico de la marca. En él se pueden encontrar tanto documentación empresarial desde los primeros inicios de Alfa Romeo, a otro tipo de información audiovisual producida por esta.
- Véase también: Archivio Storico Alfa Romeo

### Contact Centre Arese
En 1996, coincidiendo con el paulatino cierre de la fábrica, se inauguraron las actividades del servicio de atención al cliente de Fiat Auto. Se encuentra situado en 5.000 metros cuadrados a lo largo de las seis plantas del edificio del antiguo centro técnico. Actualmente en él se encuentra también centralizados los servicios de atención al cliente para Europa de Fiat Group y sus principales filiales. Cuenta con más de 400 empleados, y da soporte en 9 idiomas.
- Véase también: Contact Centre Arese

## Producción
Durante sus más de 40 años de existencia, la planta produjo muchos modelos de la gama Alfa Romeo, pero también para otras marcas del Grupo Fiat como el Autobianchi Y10 o adaptaciones ecológicas para la marca Fiat.
|  | Marca       | Modelo                  | Inicio de producción | Fin de producción | Notas |
|  | ----------- | ----------------------- | -------------------- | ----------------- | --- |
|  | Alfa Romeo  | Giulia GT               | 1963                 | 1976              | |
|  | Alfa Romeo  | Giulia                  | 1965                 | 1977              | |
|  | Alfa Romeo  | 1750                    | 1968                 | 1971              | |
|  | Alfa Romeo  | 2000                    | 1971                 | 1977              | |
|  | Alfa Romeo  | Alfetta                 | 1972                 | 1984              | |
|  | Alfa Romeo  | Alfetta GT              | 1974                 | 1987              | |
|  | Alfa Romeo  | Nuova Giulietta         | 1977                 | 1985              | |
|  | Alfa Romeo  | Alfa 6                  | 1979                 | 1986              | |
|  | Alfa Romeo  | 90                      | 1984                 | 1987              | |
|  | Alfa Romeo  | 75                      | 1985                 | 1993              | |
|  | Alfa Romeo  | 164                     | 1987                 | 1997              | |
|  | Autobianchi | Y10                     | 1992                 | 1995              | |
|  | Alfa Romeo  | GTV                     | 1995                 | 2000              | En el año 2000 la producción fue transferida a las fábrica de Pininfarina en San Giorgio Canavese y Grugliasco (Turín).                      |
|  | Fiat        | 600 Elettrica (VAMIA)   | 1998                 | 2000              | Instalación de motores y baterías eléctricas en automóviles provenientes de la fábrica de Fiat Tychy (Polonia) para su uso con electricidad. |
|  | Fiat        | Multipla Metano (VAMIA) | 2000                 | 2002              | Adaptación de automóviles provenientes de la fábrica de Fiat Mirafiori (Turín) para su uso con gas.                                          |